# Journal for Plague Lovers
Journal for Plague Lovers ist das neunte Album der walisischen Rockband Manic Street Preachers. Es wurde im deutschsprachigen Gebiet am 15. Mai 2009, in Großbritannien am 18. Mai veröffentlicht. Das Album beinhaltet ausschließlich Texte des 1995 verschwundenen ehemaligen Gitarristen Richey James Edwards und wurde von Steve Albini, welcher schon mit Nirvana (In Utero), PJ Harvey (Rid of Me) und den Pixies (Surfer Rosa) arbeitete, produziert. Das Cover wurde von Jenny Saville gemalt, welche auch schon das Cover zur 1994 erschienenen LP The Holy Bible gestaltete.

## Hintergrund
Die Texte aus Journal for Plague Lovers stammen aus einem Ordner, den Edwards kurz vor seinem Verschwinden dem Bassisten und Co-Texter der Band, Nicky Wire, schenkte. Dieser war auch mit Collagen, Zeichnungen und Haikus verziert.
Vier der Texte wurden schon auf dem Album Everything Must Go (1996) verwendet, da die Lieder schon mit Edwards eingeprobt wurden. Die Songs sind Elvis Impersonator: Blackpool Pier, Kevin Carter, Small Black Flowers that Grow in the Sky und Removables. Der Ordner beinhaltete ungefähr 28 Texte, von denen etwa 10 aber von Wire als „unrealisierbar“ angesehen werden. Alle Texte mussten von Wire auch gekürzt oder verändert werden, um in ein klassisches Songschema zu passen. Die Band entschied sich erst im Jahr 2008 nach dem internationalen Erfolg mit Send Away the Tigers, die Texte zu benutzen, da sie vorher „nicht bereit“ war. Am 5. November 2008 schrieb Nicky Wire auf der Website der Band, dass die Manics zu der Zeit mit Steve Albini im Studio waren, dass ausschließlich Edwards’ Texte verwendet werden und dass alle Songs analog aufgenommen wurden. Als Arbeitstitel gab die Band Journal for Plague Lovers und I Know I Believe in Nothing But It’s My Nothing an. Im Februar 2009 wurden die Aufnahmen beendet. Am 24. November 2008 wurde Richey James Edwards von seinen Eltern für juristisch tot erklärt.

## Veröffentlichung

### Kritiken
Das Album wurde von den Kritikern fast durchgehend hochgelobt. Auf metacritic.com hat es einen Metascore von 85 aus 100, die beste Bewertung eines Manics-Albums seit die Seite Bewertungen zusammenfasst. Drowned in Sound gab dem Album 9 aus 10 Punkten und nannte es „ein grandioses Comeback, welches einen würdigen Nachfolger für The Holy Bible abgegeben hätte, wären die Umstände anders“. Der NME gab der CD 8 aus 10 Punkten und nannte sie „herausragend“. Auch die deutschen Kritiken waren größtenteils positiv: Intro beschrieb Journal als „Reise in die eigene Vergangenheit, die ihr bestes Album seit langer Zeit hervorbringt“. CDstarts.de gab dem Album eine Bewertung von 7 aus 10 Punkten und nannte es „eine würdevolle Vergangenheitsbewältigung“. In einer Rezension in der Online-Musikdatenbank erhielt das Album gar 9 von 10 Punkten. Der Musikexpress ist eine der wenigen Publikationen, welche das Album schlecht bewertete: er gab 2.5 aus 6 Punkten und schrieb, dass im Scheitern „Thema, Methode und System“ der Band liege. Auf rateyourmusic.com, einer Website, auf der User Bewertungen schreiben, hat die LP eine Bewertung von 3.50 aus 5 Punkten und ist damit ihr bestbewertetes Album seit This Is My Truth Tell Me Yours.

### Chartplatzierungen
Journal for Plague Lovers erreichte Platz 3 in den britischen Charts, hinter neuen Veröffentlichungen von Eminem (Relapse) und Green Day (21st Century Breakdown), und das, obwohl keine Singles veröffentlicht wurden. In Deutschland erreichte es Platz 49. In der Schweiz kam das Album auf #30, die beste Platzierung eines Manics-Albums bisher.

### Kontroverse
Vor der Veröffentlichung der CD gab es eine Kontroverse in Großbritannien, als die vier größten Supermarktketten verkündeten, das Album aufgrund des kontroversen Covers nur in zensierter Form zu verkaufen. Das Bild wurde als Porträt eines blutverschmierten Kindes angesehen, während James Dean Bradfield sich rechtfertigte, es handle sich nur um Savilles „Pinselstrich“. Die Ketten sahen dies nicht als Entschuldigung und verkaufen das Album nur in einem Schuber.

## Titelliste
1. Peeled Apples (3:33)
2. Jackie Collins Existential Question Time (2:24)
3. Me and Stephen Hawking (2:46)
4. This Joke Sport Severed (3:04)
5. Journal for Plague Lovers (3:45)
6. She Bathed Herself in a Bath of Bleach (2:18)
7. Facing Page: Top Left (2:40)
8. Marlon J.D. (2:50)
9. Doors Closing Slowly (2:52)
10. All Is Vanity (3:35)
11. Pretension/Repulsion (2:05)
12. Virginia State Epileptic Colony (3:25)
13. William’s Last Words (4:15) / Bag Lady (Hidden Track) (3:05)